# گلوتاریل-کوآ
گلوتاریل-کوآ (به انگلیسی: Glutaryl-CoA) با فرمول شیمیایی C۲۶H۴۲N۷O۱۹P۳S یک ترکیب شیمیایی با شناسه پاب‌کم ۳۰۸۱۳۸۳ است. که جرم مولی آن ۸۸۱٫۶۳۵ g/mol می‌باشد. 